# NGC 1293
NGC 1293 é uma galáxia elíptica (E) localizada na direcção da constelação de Perseus. Possui uma declinação de +41° 23' 36" e uma ascensão recta de 3 horas, 21 minutos e 36,4 segundos.
A galáxia NGC 1293 foi descoberta em 17 de Outubro de 1786 por William Herschel.